# Gulo gulo vancouverensis
Gulo gulo vancouverensis es una subespecie de mamíferos carnívoros de la familia Mustelidae, subfamilia Mustelinae.

## Distribución geográfica
Se encuentra en la Isla de Vancouver.